# Manuel de Gamarra
Manuel (de) Gamarra Licona (Lequeitio (Biscaia), 28 de març, 1723 - Bilbao, 9 de novembre, 1791), va ser un organista, compositor i mestre de capella espanyol.

## Biografia
Es desconeix si Manuel Gamarra era família del timbaler Domingo Licona, actiu a Lequeitio el 1573. Va ser acollit el 1734 a la capella de música de l'església matriu de Santiago de Bilbao com a tiple, seleccionat pel mestre José de Zailorda. La seva tutela i formació musical va ser a casa de Francisco Zabala, on es va educar juntament amb l'organista Joaquín Ojinaga, nebot de Zabala. El cabildo bilbaí el va mantenir a la capella de música després de la muda de la seva veu entre 1740 i 1741, a causa del seu talent musical.
El 1741 va aconseguir el seu primer treball com a organista a Eibar. Va romandre fins al 1447 en el càrrec, data en què va passar a l'organisme de la Catedral de Valladolid, després d'unes oposicions jutjades per Josep Mir. Va exercir l'organista a Valladolid entre el 1747 i el 1749, i sembla que Mir va quedar tan impressionat amb ell, que posteriorment Gamarra es considerava el seu deixeble. El 1748 el capitol li va proposar com a organista i «capa de cor» de la Catedral de Ciutat Rodrigo, càrrec del qual no va arribar a prendre possessió. En aquesta època es va casar a Sant Sebastià amb Úrsula de Mendinueta.
El 1753 Gamarra tracta de tornar a Bilbao com a organista de l'església matriu de Santiago, el càrrec del qual havia quedat vacant per la mort d'Inurrieta. Tot i això, va ser nomenat mestre de capella coadjutor del titular José Zailorda, en un acord una mica inusual amb Zailorda i l'organista Francisco Javier Urreta, pel qual Gamarra pagava una part dels seus salaris a Zailorda a canvi de «la futura» possessió del magisteri després de la mort de Zailorda. L'acord va generar diversos conflictes professionals i econòmics, que van portar Gamarra a buscar feines fora de l'església.
Durant aquests anys va peritar òrgans a Biscaia i Guipúscoa, va exercir de taxador, examinat d'organistes i professor de música. Va ser representant de Xavier Munive, Comte de Peñaflorida entre 1756 i 1773. La seva proximitat i amistat amb un grup d'aristòcrates il·lustrats biscaïns li va permetre ser el primer soci agregat de la Reial Societat Bascongada dels Amics del País el 1765, «en atenció al seu carisma personal i al seu distingit Magisteri de la Música». A la Reial Societat seria mestre de capella i va organitzar nombroses «acadèmies de música», compondre per a les diverses juntes i custodiar l'arxiu de música. També va estar actiu a la Comissió d'Agricultura i Economia Rústica de la Reial Societat, de la qual va ser nomenat responsable en 1780. En aquesta funció va intervenir en diverses iniciatives i fins i tot va aportar alguns invents, com «màquines pneumàtiques per a conservació de carn» (1766) i «renovació d'aire de les estances» (1786). També es va involucrar en l'obertura de l'escola gratuïta de dibuix de la Reial Societat el 1774.
El 1762 va rebutjar el nomenament de mestre de capella i organista a Sant Sebastià, que hauria estat millor remunerat que el seu càrrec a Bilbao. De fet les seves constants activitats fora de l'església el van portar a descuidar les seves obligacions com a coadjutor, per la qual cosa va ser advertit el 1773 i se'l va amenaçar amb l'acomiadament. No obstant això va romandre en el càrrec, i fins i tot el 1778 va ocupar breument el càrrec d'organista, vacant per la marxa del titular, Juan Andrés de Lombide, a Oviedo. No va romandre com a organista més d'un any, ja que el 1779 el consell municipal convocava oposicions a les quals no se li va permetre presentar-se. Gamarra volia arribar a ocupar els dos càrrecs, però el consell municipal li ho va impedir. Aconseguiria l'organització Manuel Balzola, avi matern de Juan Crisóstomo Arriaga. Però aquest mateix any aconseguia finalment la titularitat del magisteri, després de la mort de Zailorda.
Durant la segona meitat del segle XVIII Gamarra va ser una figura fonamental a la vida musical de Bilbao. Va arribar a tenir un reconegut prestigi a la ciutat, però va acabar els seus dies arruïnat, amb nombrosos deutes, dels quals la seva vídua no es va poder fer càrrec. Moriria el 9 de novembre de 1791 a Bilbao, sent enterrat a l'església de San Antón.

## Obra
Manuel Gamarra va ser molt apreciat com a músic durant la seva vida, sobretot a Bilbao i Guipúscoa. Hi ha notícies d'obres de gran interès que han desaparegut. Per exemple, han desaparegut la seva òpera bufa El médico avariento (1772) i una sèrie de 24 peces compostes per a l'ensenyament de la música al Reial Seminari de Vergara. El seu Discurs sobre la Poesia i la Música, presentat el 1765 a la Reial Societat Bascongada dels Amics del País, també ha desaparegut.
De les seves Coples, compostes en honor de Carles IV el 1789, per encàrrec de Comte de Peñaflorida, només se'n conserva la lletra impresa. Igual que una sèrie de sis nadales, àries i tonades, en castellà i en basc que es conserven a la Hispanic Society of America a Nova York.
No s'han conservat la majoria de les seves composicions.3 Al santuari d'Aránzazu a Oñate es conserva un Himne a la Mare de Déu i un quadern amb tres Sonates per a tecla i a l'església de la Mare de Déu de l'Assumpció de Brions es conserva lÀria al Santíssim.